# Pteris arguta
Pteris arguta là một loài dương xỉ trong họ Pteridaceae. Loài này được Ait. mô tả khoa học đầu tiên năm 1789.
Danh pháp khoa học của loài này chưa được làm sáng tỏ. 